# Brozany nad Ohří
Brozany nad Ohří è un comune mercato della Repubblica Ceca facente parte del distretto di Litoměřice, nella regione di Ústí nad Labem.